# Polla varipes
Polla varipes là một loài bướm đêm trong họ Geometridae.